# Shin Megami Tensei: Lucifer's Call
Shin Megami Tensei : Lucifer's Call est un jeu vidéo de rôle développé par Atlus sur PlayStation 2. De son vrai nom, Shin Megami Tensei III: Nocturne, il a été édité en 2003 au Japon puis réédité en 2004 sous le titre Shin Megami Tensei III: Nocturne Maniax avec divers bonus. C'est cette version Maniax qui a été publiée en Europe en 2005 sous le nom de Shin Megami Tensei : Lucifer's Call par le studio Ghostlight.
Il s'agit du quatrième opus de la branche "principale" des Shin Megami Tensei, qui appartient elle-même à la série des Megami Tensei.
Il est aussi le premier jeu de la licence Shin Megami Tensei publié sur ce continent, et un des rares à avoir été traduit en français.
Une version remasterisée du titre a été annoncée lors du Nintendo Direct de juillet 2020, en même temps que le cinquième épisode de la série. Baptisée Shin Megami Tensei Nocturne HD Remaster, cette version est d'ores et déjà disponible au Japon depuis le 29 octobre 2020, et est prévue le 25 mai 2021 dans le reste du monde sur Nintendo Switch, PC (Steam) et sur Playstation 4.

## Histoire
L'histoire commence alors qu'un jeune lycéen de Tokyo rend visite, en compagnie de deux de ses amis, à son professeur, à l'hôpital de Shinjuku.
L'hôpital est étrangement désert. Pas âme qui vive, pas même une infirmière ou un hôte d'accueil. Perturbé, le lycéen se rend au sous-sol de l'hôpital et apprend par son professeur la vérité : le monde est trop vicié pour survivre, il lui faut renaître en commençant par la destruction complète de ses habitants.
Arrivé sur le toit de l'hôpital, le lycéen assiste impuissant à la Conception, cette fameuse destruction de Tokyo. La ville se coupe du monde et se retourne sur elle-même jusqu'à ressembler à une géode, avec en son centre une lune nommée Kagutsuchi... À la suite de cette transformation le héros s'évanouit et se voit confier par un enfant étrange un insecte appelé Magatama qui le transforme en créature mi-humaine, mi-démoniaque.
À son réveil, il se rend compte que tous les êtres humains ont été tués et changés en âmes errantes. Les dites âmes errantes sont d'ailleurs traquées par tous les démons, revenus des enfers pour prendre le contrôle du nouveau Tokyo...
Le but du jeu est de concrétiser la Conception en soumettant une Raison à Kagutsuchi et ainsi de rebâtir le monde.

## Personnages
Le hérosUn lycéen de dix-sept ans anonyme. Le joueur décide de son nom et de son prénom humain, ainsi que de son surnom démoniaque. Dans Digital Devil Saga, il apparaît sous le nom d'Hitoshura. Témoin de la Conception, il reçoit d'un étrange enfant blond un insecte démoniaque, le Magatama. En fusionnant avec cet artefact, il est changé en demi-démon. Fort de sa nouvelle puissance, il erre à travers le Vortex en quête d'une Raison pour Kagutsuchi...
YukoLe professeur principal du héros, officiellement hospitalisée au début du jeu. La visite de ses élèves était imprévue. Elle a été choisie comme étant la Vierge, l'humaine destinée à survivre à la Conception et à faire redémarrer l'humanité avec l'aide de l'instigateur du phénomène. Mais elle épargnera le héros et tentera de l'aider de son mieux à travers le Vortex.
HijiriUn journaliste de l'occulte qui couvre l'affrontement entre Mesia et Gaïa au début du jeu. Il survit à la Conception en se cachant dans un Terminal de Sauvegarde et aide le héros en manipulant le Réseau d'Amala. Mais la connaissance et le pouvoir que cela représente auront un impact sensible sur son mental.
HikawaUn mystérieux homme d'affaires versé dans l'occulte. C'est lui qui décide de mettre en œuvre la Conception avec l'aide de Yuko. Il fondera la raison de Shijima, selon laquelle les sentiments et l'ambition sont les sources de tous les maux de l'humanité. À ses yeux, seul l'immobilisme permet d'atteindre la plénitude de la condition humaine. Cette idée est inspirée de l'alignement Loi des premiers[réf. nécessaire] Shin Megami Tensei.
ChiakiUne camarade de classe du héros, survivante de la Conception. Elle est d'origine bourgeoise et considère que le monde est pollué par les faibles. En voyant le monde gangréné par la violence et en faisant le parallèle avec le monde original, elle fondera la Raison de Yosuga, la loi du plus fort. Seuls ceux qui ont assez de force, physique ou de caractère, peuvent vivre dans le monde. Cette idée est inspirée de l'alignement Chaos.[réf. nécessaire]
IsamuUn autre camarade de classe du héros. Il adore attirer l'attention et a très peur d'être seul. Livré à lui-même au cœur du Vortex, il vivra plusieurs expériences traumatisantes et finira par rejeter le monde qui l'entoure. Il fondera la Raison de Musubi, une loi où l'individu est le centre du monde et où aucune interaction entre les gens n'est possible. Cette idée est inspirée de l'alignement Neutre.[réf. nécessaire]
L'enfantUn enfant mystérieux, vêtu de noir, accompagné par une vieille femme en noir au visage voilé. La femme parle à la place du garçon. C'est lui qui offre le Magatama et il surveille les déambulations du héros tout au long du jeu. Son identité est suggérée dans la fin "Demon" et avouée dans la fin "True Demon".
Le vieillardUn vieillard muet, vêtu en blanc, qui vit au cœur du Labyrinthe d'Amala en compagnie d'une femme en noir au visage voilé, plus jeune que l'assistante de l'enfant. Il partage avec le héros, par l'intermédiaire de sa compagne, sa connaissance des tenants et aboutissants de la Conception à chaque Kalpa franchi. Son identité est dévoilée dans la fin "True Demon".
DanteCharismatique personnage de la série Devil May Cry, il apparaît dans ce jeu en tant que Maudit.

## Graphismes
Le jeu est en cel-shading. Il s'agit du premier Shin Megami Tensei "officiel" à se dérouler entièrement à la troisième personne.
Le designer du jeu, autant pour les personnages que les démons, est Kazuma Kaneko.

## Musiques
L'OST du jeu a été composée par Shoji Meguro, qui prend la relève de Tsukasa Masano [réf. nécessaire] (compositeur de SMT et SMT II). Les mélodies sont souvent légères, discrètes et langoureuses pour renforcer l'aspect onirique de l'histoire.

## Système de jeu
Ce jeu est un RPG qui approfondit le gameplay original de Shin Megami Tensei, basé sur le recrutement et l'exploitation des démons ainsi que la totale liberté d'évolution des humains. Les combats sont tout à fait aléatoires et peuvent éclater à tout moment sur la carte. Il faut alors choisir entre une attaque physique de base, ou des capacités plus puissantes qui consomment des MP (points de mana) ou, chose plus rare, des HP (points de vie). Les monstres dont les points de vie atteignent zéro sont vaincus. Le but des combats est soit de vaincre tous les ennemis, soit de recruter l'un d'entre eux.
Toutefois, le système innove par certains aspects, notamment par la gestion des tours d'attaque, dit système de "Press Turns". Utiliser une attaque qui exploite une faiblesse de l'ennemi, réussir un coup critique ou passer son tour, permet d'agir deux fois de suite, alors que manquer une attaque ou utiliser un élément face auquel l'ennemi est immunisé fait perdre un tour d'action. Si l'ennemi absorbe ou renvoie l'élément, tous les tours d'actions sont perdus. Il devient possible, à condition de bien retenir ou déduire les points faibles des ennemis, ou d'avoir de la chance, d'attaquer jusqu'à huit fois de suite tout comme il est possible de n'agir que deux fois, pour deux échecs.
Le joueur dirige une équipe de quatre démons durant un affrontement : le héros, ainsi que trois autres démons recrutés au préalable et choisis parmi les huit démons de la réserve. Recruter un démon est la seule façon de ne pas monter au front seul. Pour cela, il faut "Parler" à un démon durant un combat : celui-ci, s'il peut communiquer (beaucoup de démons en sont incapables) et s'il est intéressé, demandera objet, argent ou énergie. Il posera parfois une question à deux réponses possibles. Il est possible d'accepter ou de refuser de fournir des biens au démon, et les questions n'ont qu'une bonne réponse. Des négociations bien menées permettront de compter le démon parmi ses alliés, mais un échec coûtera tout ce que le démon aura récupéré et bien souvent tout un tour d'action. Il faut retenir qu'accepter sans réfléchir toutes les exigences des démons n'est pas toujours la meilleure façon de procéder et peut passer pour un signe de faiblesse. Jusqu'à huit démons peuvent être recrutés ainsi, mais cela revient vite cher et s'avère très difficile.
En outre, même une fois le démon recruté, il ne tiendra pas longtemps la distance. En effet, les démons engagés demandent un tiers d'expérience de plus que le héros pour gagner un niveau. Ainsi, il est nécessaire de recourir fréquemment à la fusion : deux démons de niveau inférieur donneront naissance à un démon de plus haut niveau, ayant gardé deux compétences des démons sacrifiés. La seule limite est que le démon créé ne peut pas être de plus haut niveau que le héros.
Les statistiques du héros, ses forces et ses faiblesses, sont définies par le Magatama qu'il a ingéré. Chaque Magatama offre différents bonus de statistiques et différents pouvoirs en atteignant certains niveaux.
Toutes ces subtilités et bien d'autres font de ce jeu un soft difficile à maîtriser et qui s'adresse plutôt à un public expérimenté du RPG.

## Épilogues
Le jeu possède six fins différentes. Ce sont les alliances que le héros fonde avec les Raisons en présence qui déterminent celle que le joueur aura.
Les fins disponibles sont Shijima, Yosuga, Musubi, Rebirth, Demon et True Demon.
La fin True Demon est absente de la version originale de Nocturne et n'est disponible qu'à partir de la version Maniax. Elle est présente dans Lucifer's Call. Il faut atteindre le fond du Labyrinthe d'Amala avant d'entrer dans le donjon final pour en bénéficier.